# Strada statale 62 della Cisa
La strada statale 62 della Cisa (SS 62), così denominata in Liguria, Toscana e in parte dell'Emilia-Romagna, strada provinciale 62 R della Cisa (SP 62 R) nel tratto tra Parma e Suzzara e strada regionale 62 della Cisa (SR 62) in Veneto, è una strada che collega la Liguria al Veneto. 

La strada ha origine a Sarzana dalla strada statale 1 Via Aurelia e termina innestandosi nella strada statale 12 dell'Abetone e del Brennero nei pressi di Verona dopo un percorso di 220,018 km. In passato, prima della costruzione dell'Autostrada della Cisa, è stata la principale via di comunicazione tra la Pianura Padana orientale e la Riviera ligure.

## Storia
Aperta nel XIX secolo e nota come "traversa pontremolese", l'odierna strada statale 62 venne istituita nel 1928 con il seguente percorso: "Sarzana - Aulla - Pontremoli - Fornovo - Parma - Guastalla - Mantova - Roverbella - Verona."
In seguito al decreto legislativo n. 112 del 1998, dal 2001, la gestione del tratto Parma - Verona (km 112,774 - km 220,307) è passata dall'ANAS alla Regione Emilia-Romagna, alla Regione Lombardia e alla Regione Veneto, che hanno ulteriormente devoluto le competenze alle rispettive province. In Emilia-Romagna e Lombardia le province hanno denominato la strada come provinciale (SP 62 R in Emilia-Romagna, SP ex SS 62 in Lombardia), perché in queste regioni non esiste la classificazione di strada regionale.

## Percorso
Nel tratto iniziale la strada passa per la Lunigiana, valica l'appennino tosco-emiliano attraverso il Passo della Cisa (1041 m s.l.m.) per poi raggiungere Parma (km 113,600) tramite la Val di Taro. Esce da Parma lungo via Mantova. A Sorbolo supera il torrente Enza, che segna il confine fra le province di Parma e Reggio nell'Emilia e raggiunge Brescello. Da qui la strada prosegue lungo l'argine del fiume Po e attraversa Boretto, Gualtieri e Guastalla. Poco prima di Luzzara, la strada scende dall'argine. In questa zona, fra Brescello e Suzzara, è stata aperta una variante (SS 62 var, ora SP 62 R var Cispadana) che permette di evitare questi centri urbani e sostituisce la vecchia strada che passava sul tortuoso argine del Po; la variante sovrappassa la ferrovia Parma-Suzzara a Brescello e la ferrovia Reggio Emilia-Guastalla a Guastalla.
A Suzzara (km 162,014) entra in Lombardia, in provincia di Mantova. Qui, tra Motteggiana e Borgoforte supera il fiume Po e attraversa il comune di Borgo Virgilio, dove interseca la tangenziale Sud del capoluogo virgiliano e la ex SS 413, per arrivare infine a Mantova. Dopo averla attraversata, incrociando l'ex SS 10 e l'ex SS 236, supera i Laghi di Mantova grazie al Ponte dei Mulini. Attraversa quindi i comuni di Porto Mantovano e Roverbella, dove oltrepassa la ex SS 249, e, alle porte di Mozzecane (km 199,004), entra in Veneto in provincia di Verona. Raggiunge e attraversa Villafranca di Verona, poi, in prossimità di Dossobuono, si immette nella Tangenziale Ovest di Verona di cui la SS 62 (qui denominata SR 62) ne costituisce il primo tronco fino a Ca' di Capri (km 220,018), dove s'innesta nella ex SS 11 e nella SS 12.

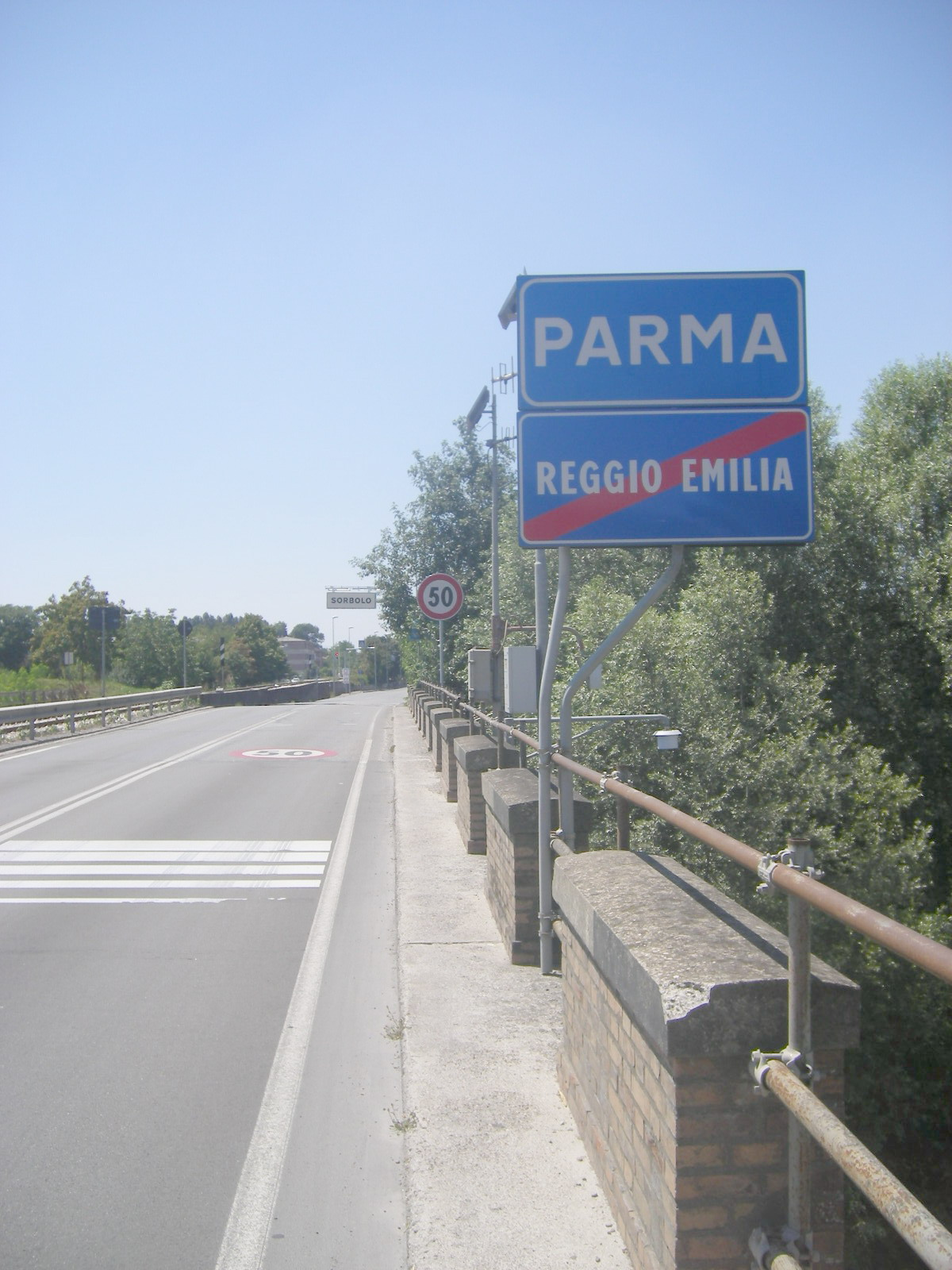
Confine tra la provincia di Parma e la provincia di Reggio Emilia sulla SP 62 R presso Sorbolo

La SS 62 attraversa da sud a nord la Pianura Padana intersecandone i principali assi viari: 
- Strada statale 9 Via Emilia a Parma
- Strada statale 343 Asolana a Parma
- ex Strada statale 358 di Castelnovo a Boretto
- ex Strada statale 63 del Valico del Cerreto a Gualtieri
- ex Strada statale 413 Romana a Cerese
- Strada statale 10 Padana Inferiore a Mantova
- ex Strada statale 236 Goitese nei pressi di Porto Mantovano
- ex Strada statale 249 Gardesana Orientale nel comune di Roverbella
- Strada statale 12 dell'Abetone e del Brennero nei pressi di Verona, dove nelle immediate vicinanze vi è l'innesto di quest'ultima con l'ex Strada statale 11 Padana Superiore.